# Недерасселт
Недерасселт (нід. Nederasselt) — село в нідерландській провінції Гелдерланд. Входить до муніципалітету Гемен.
Перші згадки про населений пункт датується 1301-им роком.

## Галерея

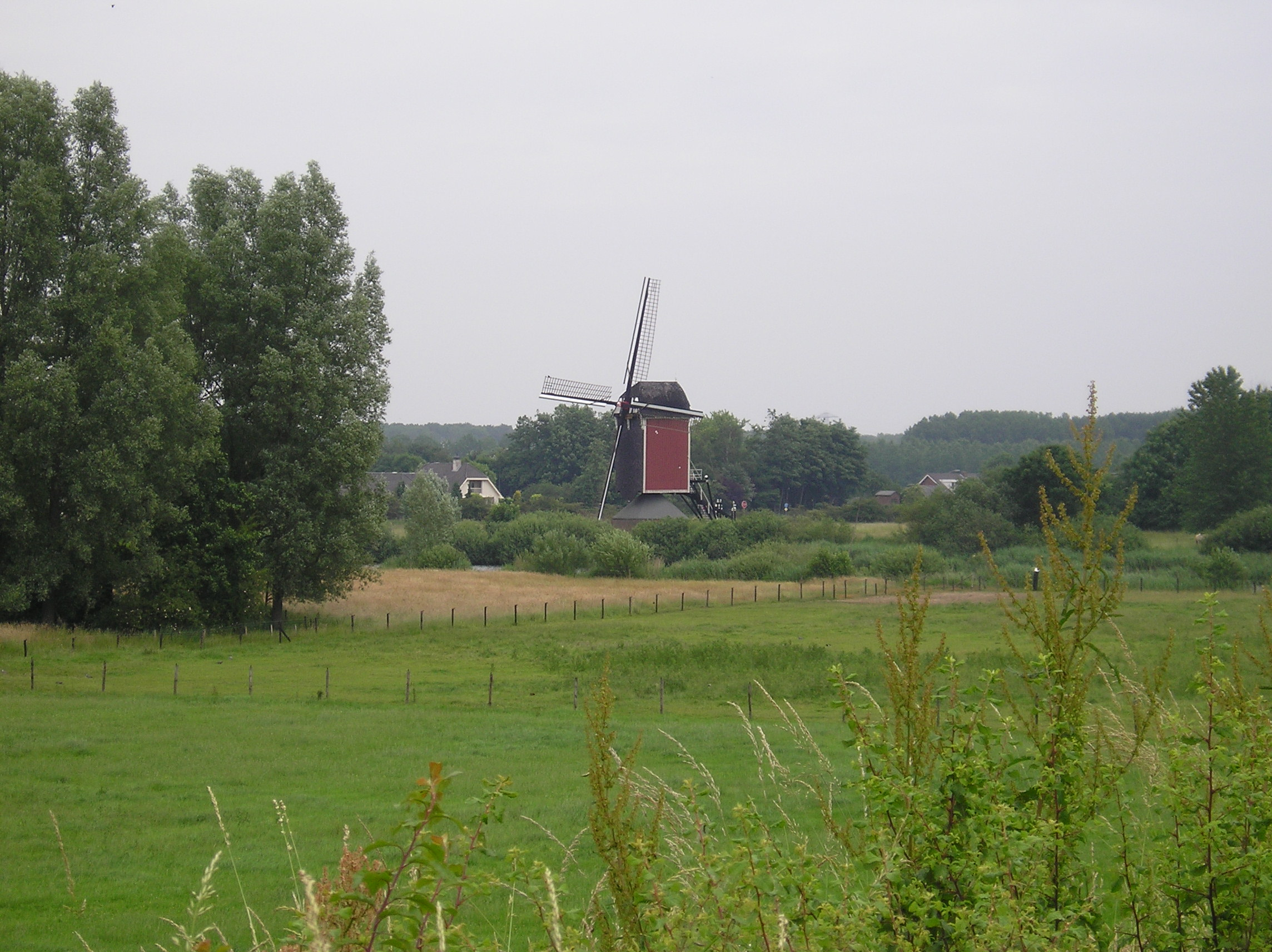
Млин у селі
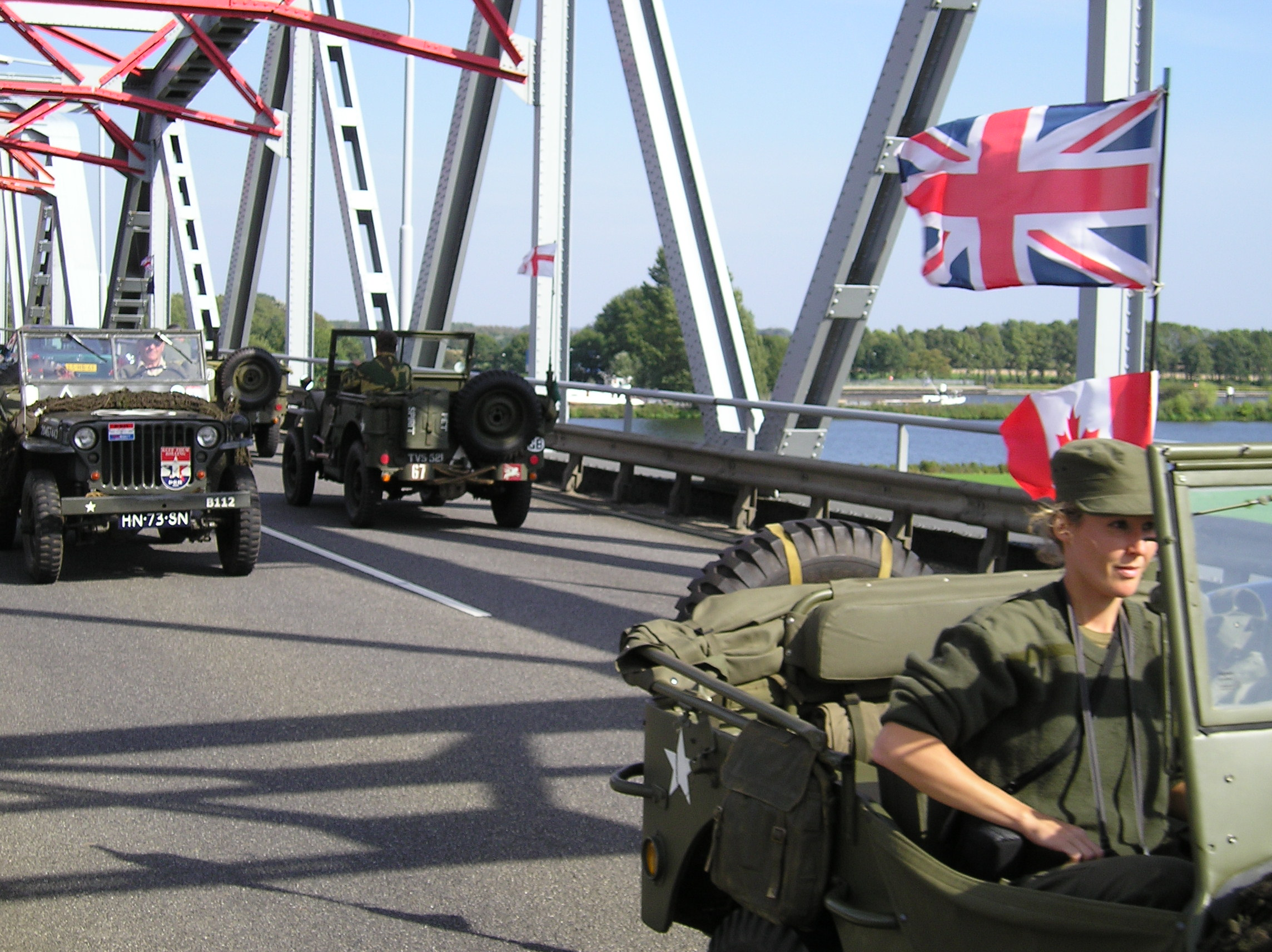
Військова техніка поблизу села
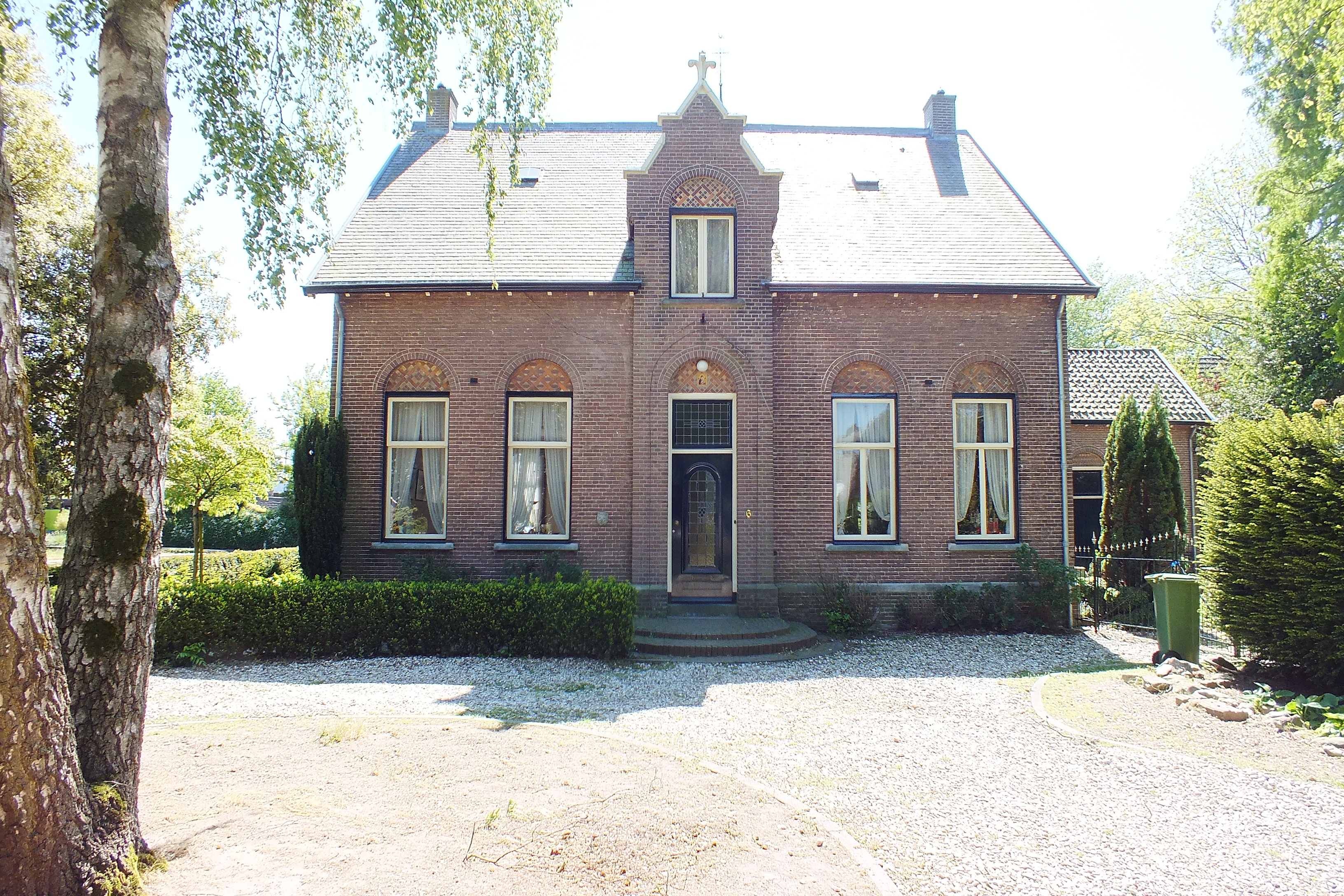
Колишній будинок причту
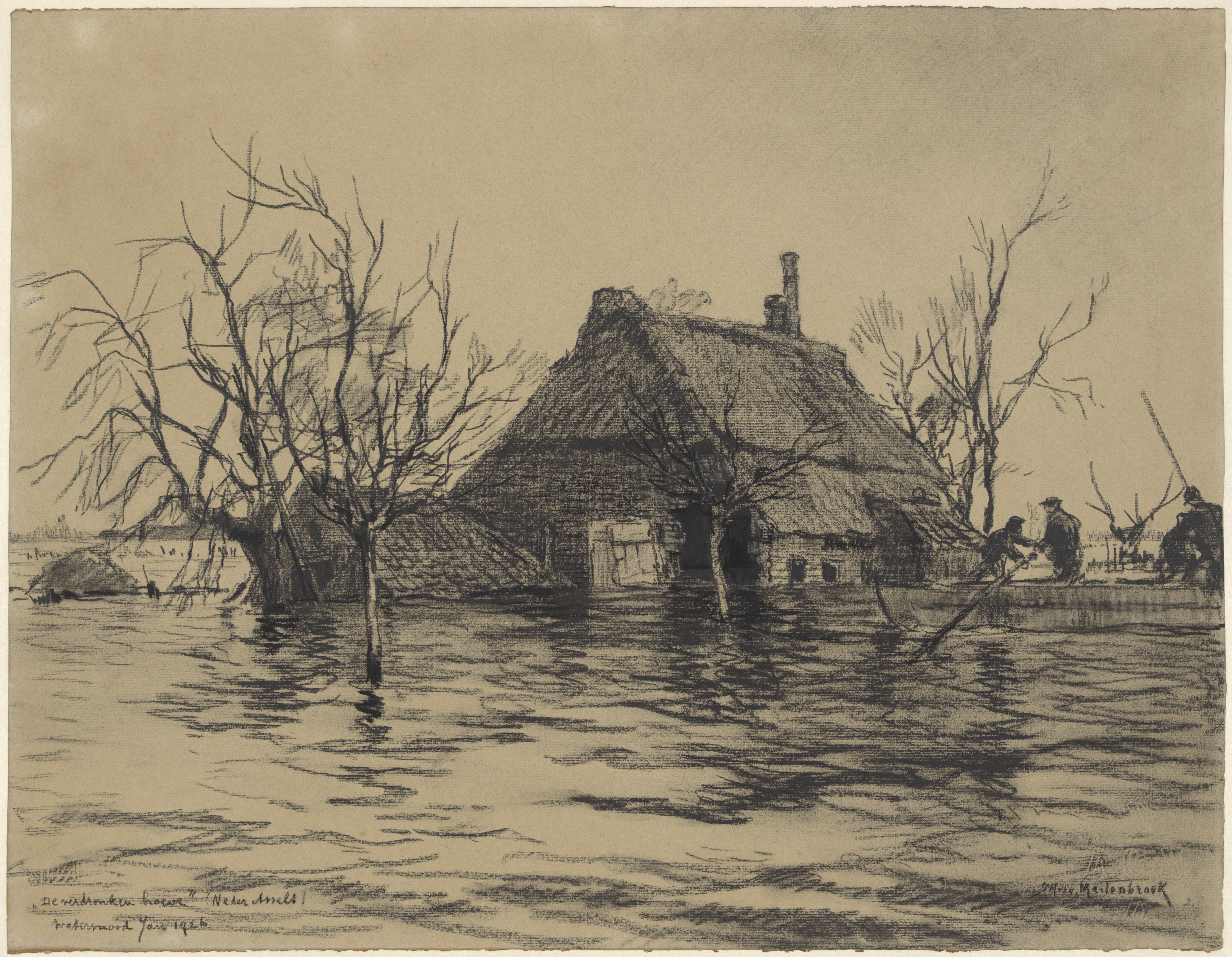
Малюнок затопленої ферми (1926)